# یلدن
1 = شمال شرقی بدفوردشر
یلدن
یلدن (به انگلیسی: Yielden) یک روستا در بریتانیا است که در بدفورد واقع شده‌است.